# Familia Tomacinschi
Neamul Tomacinschi din Moldova dintre Prut și Nistru la răscrucea secolelor XVIII–XIX apare ramificat în câteva linii colaterale. Astfel, pe parcursul sec. al XIX-lea sunt preponderent documentate trei ramuri: cea de nobili  din ținutul Cetatea Albă care l-a dat pe Andrei N. Tomacinschi, mareșalul nobilimii (1896–1899)  din același ținut; ramura din satul Frumușica, ținutul Soroca care l-a dat pe ctitorul școlii din localitate Petru Tomacinschi (n. 1888), militant pentru predarea limbii române în sistemul de învățământ al Basarabiei ; și ramura de clerici din nordul provinciei (ținuturile Hotin și Soroca). În prezent, neamul Tomacinschi are urmași în Republica Moldova, România, precum și în alte țări din Europa și America de Nord.

## Ramura de nobili din ținutul Cetatea Albă
În perioada țaristă, familiei Tomacinschi (ortografiat și Tomacinski) din ținutul Cetatea Albă i-a fost recunoscută noblețea, ea fiind înscrisă în Cartea genealogică a neamurilor nobiliare din Basarabia . Câțiva reprezentanți ai acestei ramuri au fost:
- Nichita Tomacinschi (n. 1812) (fiul lui Andrei) – locotenent-colonel în rezervă.[8] În 1869 a fost delegat din partea ținutului Cetatea Albă pentru poziția de consilier în cadrul Adunării Zemstvei Guberniale a Basarabiei.[9] În sec. al XIX-lea, familia Tomacinschi din Cetatea Albă dispunea, în sudul Basarabiei, de proprietăți funciare și o crescătorie de cai de rasă.[1][10] Nichita A. Tomacinschi a avut șapte copii. Era înrudit cu familii nobile basarabene, precum ar fi familia Velisari.[11]
- Andrei Tomacinschi (d. 1903) (fiul lui Nichita) – în perioada 1896–1899 a deținut postul de Mareșal al Nobilimii din ținutul Akkerman (Cetatea Albă).[1][4]
- Vasilie Tomacinschi (fiul lui Nichita) – a deținut postul electiv de Judecător de Pace în ținutul Cetatea Albă. Judecătorul Tomacinschi era bibliofil, poliglot și pasionat de viticultură – domeniu despre care a și publicat. La sfârșitul anilor 1880, Vasilie Tomacinschi a lansat ideea de a înființa o Bibliotecă Publică în orașul Cetatea Albă. În acest context, a contribuit la adunarea fondurilor de carte și a celor financiare. Biblioteca a fost inaugurată în 1892. Totodată s-a pronunțat și în privința înființării de Biblioteci Publice în orașele centre de uezd (județ) din întreg imperiul. În 1895 a publicat o carte despre organizarea bibliotecilor după model german, întitulată “Начала библиотековедения” (Introducere în biblioteconomie).[12] Cartea lui Vasilie Tomacinschi s-a bucurat de atenție, fiind unul dintre primele îndrumare în domeniu în Rusia.

## Ramura din satul Frumușica, ținutul Soroca
În anii 1830, frații Auxentiu și Eftimie Tomacinschi din satul Frumușica, ținutul Soroca, au depus eforturi pentru a-și redobândi drepturile categoriei sociale moștenite de la strămoși. În această privință au depus cereri către Cancelaria Provizorie de pe lângă Consiliul Regional al Basarabiei. Temporar, familia s-a bucurat de drepturi de mazili basarabeni, iar la 1850 era deja declasată de către autoritățile țariste. În anul 1850, în Frumușica locuiau zece persoane de genul masculin (copii, tineri celibatari și bărbați căsătoriți) purtători ai numelui de familie Tomacinschi. Câțiva reprezentanți ai acestei familii sunt:
- Eftimie Tomacinschi (fratele lui Auxentiu) – a decedat subit la 6 ianuarie 1848 în satul Bahrinești, ținutul Soroca, la vârsta de 50 de ani.[14] Registrul de deces îl consemnează pe Eftimie Tomacinschi ca mazil, locuitor al satului Coșujăni (denumirea veche a satului Frumușica [15]).
- Auxentiu Tomacinschi (d. 1862) – locuitor al satului Frumușica, județul Soroca. Conform datelor recensământului din 1850, la acea dată Auxentiu era cel mai în vârstă dintre Tomacinștii din localitate. Deși înscris la acest recensământ în lista țăranilor, documentul îi notează descendența nobiliară.[13] Auxentiu și soția lui Agapia, purtau grija părintească a celor trei copii de sânge necăsătoriți și a celor trei nepoți de soră rămași orfani. Părinții acestor orfani fuseseră Axenia (sora lui Auxentiu) și soțul ei Ioan Popescu (d. 1849), supus austriac stabilit în Basarabia. Doi dintre copiii lui Auxentiu, Eftimie (n. 1838) și Eftimia (n. 1844), au fost numiți în cinstea fratelui său Eftimie (d. 1848).
- Ion Tomacinschi (n. 1865) – locuitor al satului Frumușica, județul Soroca, fiul lui Eftimie Tomacinschi (n. 1838). Ion împreună cu soția Ioana (n. 1867) au avut șapte copii (trei fii și patru fiice), cărora le-au dat o educație părintească deosebită și studii în diferite domenii. Fiul Andrei (n. 1892) a fost hirotonit preot, fiul Mihail (n. 1903) a devenit medic, iar Petru (n. 1888) împreună cu surorile Anastasia (n. 1896), Parascovia (n. 1901) și Ana (n. 1906) au îmbrățișat profesia de învățător.[5]
- Andrei Tomacinschi (n. 1892) – preot, absolvent al Seminarului Teologic din Chișinău (promoția 1914).
- Petru Tomacinschi (n. 1888) – ctitorul școlii din satul Frumușica (1918), militant pentru predarea limbii române în sistemul de învățământ al Basarabiei.[5][6] Este supranumit la baștină cu mult respect „domnul învățător cel bătrân”.[16] Pe parcursul unui secol de funcționare, în școala din Frumușica și-au făcut studii mii de elevi atât din partea locului, cât și originari din localitățile învecinate. Printre nepoții lui Petru Tomacinschi (nepoți de la fiice sau de soră) care au continuat activitatea în învățământ și știință se numără: Anatol Sîrghi, doctor în fizică, primul decan al Facultății de Fizică a Universității de Stat din Chișinău; Sergiu Petru Palii, doctor în chimie, laureat al premiului european pentru știință „Scientia Europaea” (1999) [17][18]; Sorin Lavric, doctor în filosofie, scriitor și traducător, profesor la Facultatea de Filosofie a Universității din București, redactor la editura „Humanitas” și revista „România literară”.[19]
- Mihail Tomacinschi (n. 1903) – medic la Botoșani. A absolvit Facultatea de Medicină din Iași la sfârșitul anilor 1920. Și-a început cariera în medicină la Dumbrăveni, județul Botoșani, în prezent în județul Suceava. Fiind pasionat de șah, și-a adus aportul la organizarea de turnee, arbitrarea acestora și sprijinul unor asociații de amatori ai șahului.[20][21] Alte activități publice: a servit în calitate de membru al Comitetului de conducere al Asociației I.O.V.R. (invalizi, orfani și văduve de război) din orașul Botoșani.[22]
- Larisa Tomacinschi (căsătorită Palii) (n. 1925) – fiica învățătorilor Domnica și Petru Tomacinschi. După absolvirea studiilor la Iași, Chișinău și Bălți devine învățătoare de limba franceză în școala din Frumușica, Florești. Pentru aportul în domeniul învățământului pe parcursul celor peste 40 de ani de activitate, s-a învrednicit de distincții și medalii.[23][24]
- Mihai Tomacinschi (n. 1956) – jurist, locotenent-colonel de poliție (în rezervă), veteran al războiului de pe Nistru din anul 1992, cavaler al Ordinului Ștefan cel Mare.

## Ramura de clerici din nordul Basarabiei
- Gavriil Tomacinschi (decedat înainte de 1814) – preot la biserica din satul Ojeva, ținutul Hotin. Gavriil împreună cu soția Ana (n. 1765) au avut un fiu, Teodor (n. 1792) și o fiică, Parascheva (n. 1798). În anul 1818, fiica de preot Parascheva Tomacinschi s-a căsătorit cu Grigore Matcovschi, diacon la aceeași biserică din Ojeva.[25]
- Teodor Tomacinschi (n. 1792) – fecior de preot; în 1821 a fost numit ponomari la biserica din satul Ojeva, ținutul Hotin. Teodor împreună cu soția Ana (n. 1795) au avut patru fii și trei fiice. În 1851, Teodor Tomacinschi era angajat în serviciu la biserica din satul Lipnic, ținutul Soroca.[26]
- Simeon Tomacinschi (d. 1891, satul Voloșcova) – preot la biserica din satul Bulboci, ținutul Hotin; în 1869 a fost transferat la biserica din satul Voloșcova, ținutul Hotin. Simeon Tomacinschi este probabil fiul lui Teodor (n. 1792) și nepotul lui Gavriil Tomacinschi.